# Ricaut Bonomel
Ricaut Bonomel (fl. XII-XIII secolo) è stato un cavaliere templare e trovatore in Terrasanta al tempo dell'ottava crociata.
Era pervicacemente avverso a Carlo I di Napoli e ai suoi tentativi di assicurarsi un trono in Italia e alla politica papale che dirotta i fondi destinati alla Terrasanta per altri obiettivi. È stato inoltre uno tenace critico del clero europeo, tutt'altro che propenso a predicare le crociate.

## L'Ir'e dolors s'es dins mon cor asseza
L'accusa di Bonomel non era propriamente rivolta ai crociati italiani in generale, ma contro il fatto che si deviassero i fondi destinati ai crociati per finanziare le ambizioni angioine in Italia, quando avrebbero dovuto essere destinati alla Terrasanta. La sua sola canzone pervenutaci, Ir'e dolors s'es dins mon cor asseza, un sirventes, è un contrafactum di una canso di Peirol, M'entencio ai tot'en un vers mesa. Ricaut dimostra una certa abilità nel ritrarre le emozioni di frustrazione e rabbia, impiegando inoltre la psicologia inversa nel tentativo di stimolare il fervore per la crociata: la Terrasanta è perduta, la cristianità è sconfitta, Dio sta dalla parte dei pagani. Si tratta di un gioco consapevole in merito all'implicito  assunto, come in molte chansons de geste, che l'approvazione divina viene rivelata dal successo sul campo di battaglia.
contr'als fels Turcs, cui Dieus maldia;

anz es semblans, segon qu'hom pot vezer,

c'al dan de nos los vol Dieus mantener.»
contro il turco fellon, che dio maldice;

anzi sembra, come può ogni uom vedere,

che a danno nostro li voglia Dio tenere.»
(Ricaut Bonomel, Ir'e dolors s'es dins mon cor asseza, vv. 5-8)
contr'als Lombartz, a Carl'e als Frances

e sai, ves nos, en mostra gran cobeza

que nostra crotz perdona per tornes.

E qui vol camjar romaria

per la guerra de Lombardia

nostre legatza lor en dara poder,

qu'il vendon Dieu e'l perdona per aver.»
a Carlo e a' francesi in guerra coi lombardi,

e qui, verso noi, mostra grande avarizia,

che nostra croce perdona per denaro.

E chi il pellegrinaggio vuol permutare

per la guerra che si fa in Lombardia

il nostro legato [papale] gliene darà potere,

ché per aver, Dio vendono e il perdono.»
(Ricaut Bonomel, Ir'e dolors s'es dins mon cor asseza, vv. 33-40)
Il componimento poetico può essere datato nel lasso di tempo che va dalla cattura del castello degli ospitalieri di Arsuf a Baibars il 29 aprile 1265 a quella della fortezza dei templari a Saphet nel tardo luglio del 1266.